# Afbouw
De afbouw van een gebouw vindt plaats na de ruwbouwfase, met name als het gebouw wind- en waterdicht is. Tijdens de afbouwfase wordt het gebouw afgewerkt en kunnen systeemplafonds, scheidingswanden, inbouwverlichting, brandwerende bekleding, vloerbedekking, kantoorinrichting etc. worden aangebracht. Tevens kunnen stuc-, schilderwerk en dergelijke plaatsvinden, die een beschermde omgeving vragen. 
De afbouwfase kan ook uitbesteed worden op basis van turnkey. De opdrachtgever stelt dan een 'kaal' gebouw beschikbaar. Vervolgens wordt een afbouwbedrijf gevraagd om het pand af te bouwen.